# Casa Taliesin
La Casa Taliesin fue la vivienda del arquitecto Frank Lloyd Wright, a veces conocida como Taliesin Oriental, Taliesin Spring Green, o Taliesin del Norte a partir de 1937. La casa está situada a 4 km al sur de la aldea de Spring Green en Wisconsin, Estados Unidos, la propiedad de 240 ha, se desarrolló en terrenos que originariamente pertenecían a la familia materna de Wright.
Wright diseñó la estructura de Taliesin dos años después de dejar a su primera esposa y su hogar en Oak Park, Illinois, con una amante, Mamah Borthwick. El diseño del edificio original fue consistente con los principios de diseño de la Prairie School, emulando la planitud de las llanuras y los afloramientos de piedra caliza natural del Área Driftless de Wisconsin. La estructura, que incluía un ala agrícola y el estudio, se completó en 1911.
Wright reconstruyó el ala residencial Taliesin en 1914 después de que un empleado descontento prendiera fuego a las viviendas y asesinara a Mamah Borthwick y otras seis personas. Esta segunda versión fue utilizada moderadamente por Wright mientras trabajaba en proyectos en el extranjero. Regresó a la casa en 1922 tras la finalización del Hotel Imperial en Tokio. Un incendio causado por problemas eléctricos destruyó las viviendas en abril de 1925.
En 1927, los problemas financieros causaron una ejecución hipotecaria en el edificio por el Banco de Wisconsin. Wright pudo readquirir el edificio con la ayuda financiera de amigos y pudo volver a ocuparlo a partir de noviembre de 1928. Taliesin III fue el hogar de Wright por el resto de su vida, aunque comenzó a pasar los inviernos en Taliesin West en Scottsdale, Arizona que se completó en 1937. Muchos de los aclamados edificios de Wright fueron diseñados aquí, incluyendo Fallingwater, Casa Jacobs 1 -la primera residencia diseñada por Wright de Herbert y Katherine Jacobs-, la Sede de la Johnson Wax y el Solomon R. Guggenheim Museum. Wright también fue un ávido coleccionista de arte asiático y utilizó Taliesin como almacén y museo privado.
Tras su muerte en 1959 dejó Taliesin y la finca de 242 hectáreas a la Fundación Frank Lloyd Wright, que había fundado con su tercera esposa en 1940. Esta organización supervisó las renovaciones de la propiedad hasta 1992 después la fundación de Taliesin Preservation, Inc., una organización sin ánimo de lucro dedicada a preservar el edificio y la propiedad en Wisconsin. Taliesin es principalmente como un museo, sin embargo, todavía está ocupada por los antiguos alumnos de Wright, además de los estudiantes de la Escuela de Arquitectura Frank Lloyd Wright, en temporada de estudios.
La propiedad fue designada como Hito Histórico Nacional («National Historic Landmarks») en 1976 y se encuentra en el Registro Nacional de Lugares Históricos de Estados Unidos. Está siendo considerada desde el año 2008, en la lista provisional como posible parte del Patrimonio de la Humanidad de la UNESCO. Además de la residencia, hay cuatro edificios diseñados por Frank Lloyd Wright: el molino de viento Romeo y Julieta, diseñado por Wright en 1896; Tan-y-Deri, el hogar que diseñó para Jane y Andrew Porter, su hermana y cuñado; Hillside Home School II, diseñado originariamente en 1901 para la escuela de sus tías, y Midway Barns, una instalación de cultivo.

## Ubicación
Jones Valley, el valle del río Wisconsin donde se encuentra Taliesin, se formó durante la glaciación Pre-Illinoian. Esta región de América del Norte, conocida como Driftless Area, estaba completamente rodeada de hielo durante la glaciación de Wisconsin, pero el área en sí no lo estaba. El resultado es un paisaje inusualmente montañoso con profundos valles fluviales.
El valle, aproximadamente a cuatro kilómetros al sur de la aldea de Spring Green (Wisconsin), fue originariamente establecida por el abuelo materno de Frank Lloyd Wright, Richard Lloyd Jones que había emigrado con su familia desde Gales, mudándose a la ciudad de Ixonia en el condado de Jefferson, Wisconsin. En 1858, Jones y la familia se trasladaron de Ixon a esta parte de Wisconsin para construir una granja. En la década de 1870, los hijos de Richard se habían hecho cargo de la granja e invitaron Wright a trabajar durante los veranos como jornalero.

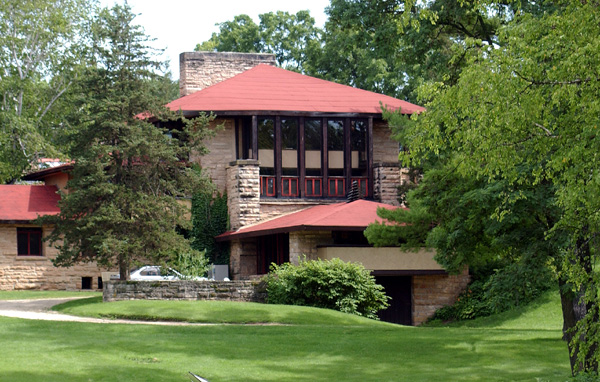
Wright diseñó la segunda Hillside Home School en 1901, junto con una escuela anterior que diseñó en 1887.

Las tías de Wright, Jane y Ellen C. Lloyd Jones comenzaron una escuela mixta en 1887, la Hillside Home School, en el valle de la familia y permitieron a Wright que hiciera el diseño del edificio; este fue el primer encargo independiente de Wright. En 1896, las tías de Wright le encargaron un nuevo trabajo, esta vez para construir un molino de viento, el Romeo y Julieta, con un resultado poco ortodoxo pero estable. En invierno de 1900, Wright recopiló una carpeta de fotografías que tomó de los alrededores para obtener un folleto promocional de la Escuela Hillside. En 1901, Jennie y Nell le encargaron nuevamente a Wright que diseñara otra estructura. Insatisfecho con su diseño original para la Escuela Hillside, Wright diseñó la Hillside Home School de 1901 en estilo de la Prairie School. Wright más tarde envió algunos de sus hijos a recibir educación en esta escuela.
El encargo final de Wright en la granja fue una casa para su hermana Jane Porter en 1907. Tan-Y-Deri, fue un diseño basado en su reciente artículo  en la revista Ladies' Home Journal, titulado A Fireproof House for $ 5000. La familia, sus ideas, su religión y sus ideales influyeron mucho en el joven Wright, quien más tarde cambió su segundo nombre de Lincoln (en honor a Abraham Lincoln) a Lloyd en deferencia a la familia de su madre.
Cuando Wright decidió construir una casa en este valle, eligió el nombre del bardo galés Taliesin, cuyo nombre significa "frente brillante" o "frente radiante". Wright aprendió del poeta Richard Hovey a través de Taliesin: una máscara, una historia sobre la lucha de un artista y la identidad. El nombre galés también se adaptó a las raíces de Wright, ya que los Lloyd Jones le dieron nombres galeses a sus propiedades. La colina sobre la que se construyó Taliesin era la favorita de los jóvenes de Wright; se vio la casa como una "frente brillante" en la colina. Aunque el nombre originalmente únicamente se aplicó a la casa, Wright luego usó el término para referirse a toda la propiedad. Wright y otros usaron números romanos para distinguir las tres versiones de la casa.

## Principio de la historia

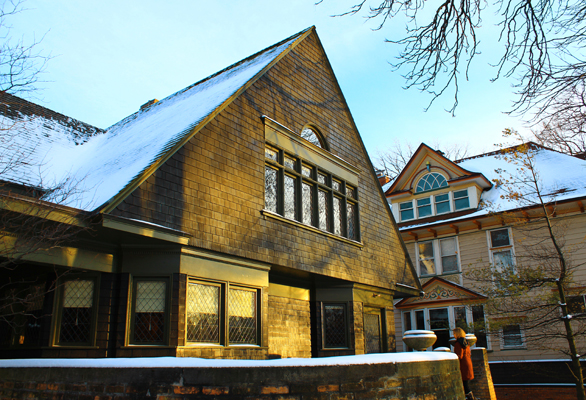
La casa y el estudio de Frank Lloyd Wright en Oak Park, Illinois. Wright primero vivió aquí en 1889 y lo utilizó como estudio a partir de 1898.

Desde 1898 hasta 1909, el arquitecto Frank Lloyd Wright vivió y trabajó en su casa y estudio en Oak Park, Illinois. A Oak Park, Wright había desarrollado su concepto de arquitectura Prairie School, diseñando casas principalmente para clientes locales. En 1903, Wright comenzó a diseñar un hogar para Edwin Cheney, pero enseguida se sintió atraído por la esposa de Cheney. Wright y Mamah Borthwick Cheney comenzaron una aventura y ambos se separaron de sus cónyuges en 1909. Se conocieron en Florencia, Italia, en febrero de 1910, donde Wright hacía bocetos de su futuro estudio siendo particularmente inspirado por Michelozzo en su obra la  Villa Medici en Fiesole, porque había sido construida en una colina, tenía impresionantes vistas de sus alrededores, y presentaba jardines en dos niveles.
En 1910, la pareja buscó retornar a Estados Unidos, pero sabían que no podrían escapar del escándalo si volvían juntos a Oak Park. Wright vio una alternativa: la granja ancestral de su familia al borde Spring Green, Wisconsin. Wright volvió solo a Estados Unidos hacia octubre de 1910 y se reconcilió públicamente con Kitty mientras trabajaba para asegurar dinero para comprar terrenos para una casa para él y Borthwick. El 3 de abril de 1911, Wright le escribió a un amigo solicitándole dinero para comprar «una pequeña casa» para su madre. Para el día 10, la madre de Wright, Ana, tenía una escritura firmada de la propiedad. Al usar el nombre de Anna, Wright pudo asegurar la propiedad de 12,7 ha sin llamar la atención sobre el asunto. Hacia el final del verano, Mamah Borthwick -que se había divorciado de Cheney y volvía legalmente a su apellido de soltera- se mudó tranquilamente a la propiedad, quedándose con la hermana de Wright en Tan-y-Deri. Sin embargo, la propiedad nueva de Wright y Borthwick fue descubierta por un periodista del Chicago American en otoño, y el asunto fue noticia en el Chicago Tribune en la noche de Navidad.

## Taliesin I

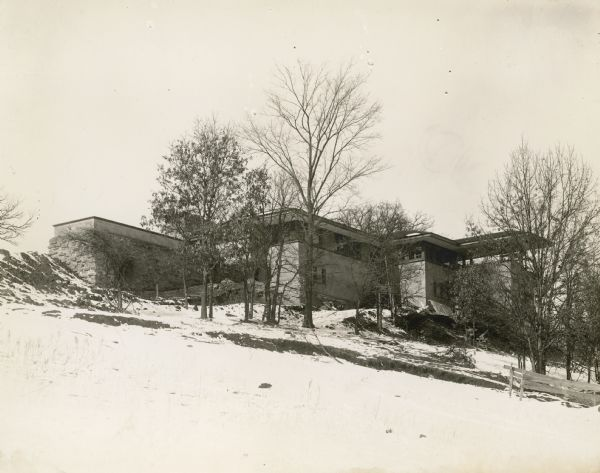
Fotografía de Taliesin, tomada durante su primer invierno, 1911-1912.

La casa Taliesin tenía tres secciones: dos alas amplias en cada extremo y una galería estrecha de connexión. Típico de un diseño de Prairie School, la casa era, como describió Wright, «baja, amplia y cómoda». Como en la mayoría de sus casas, Wright también diseñó los muebles. Una de estas amplias secciones se utilizó como estudio y taller de Wright. Una pequeña ala de apartamento sobresale de esta sección; el apartamento pudo haber sido originariamente destinado a la madre de Wright, pero fue utilizado por el ayudante-dibujante de Wright. Wright y Borthwick vivieron en la otra sección más grande. En el complejo de una única planta, se accede por un camino que sube a la colina hasta la parte posterior del edificio. La entrada de la propiedad estaba en County Road C, justo al oeste de Wisconsin Road, 23. Las puertas de entrada de hierro estaban flanqueadas por límites de piedra caliza cubiertos con jardineras.
Wright eligió una piedra caliza amarilla para la casa, de una cantera en una colina cercana. Los agricultores locales ayudaron Wright a mover la piedra por la colina de Taliesin. Las piedras se colocaron en largos y delgados bordes, evocando la forma natural en la que se encontraron en la cantera y en el Driftless Área. El yeso para las paredes interiores se mezcló con siena, dándole al producto un final de tono dorado. Esto hizo que el yeso se pareciera a la arena de las orillas del cercano río Wisconsin. Las paredes exteriores eran similares, pero mezcladas con cemento, lo que daba un resultado de un color más gris. Se colocaron ventanas para que el sol entrara por las aberturas en todas las habitaciones en todos los puntos del día. Wright optó por no instalar canaletas para que los carámbanos se formaran en invierno. Las tejas en el techo gradualmente inclinado fueron diseñadas para resistir un color gris argentino, haciéndolo coincidir con las ramas de los árboles cercanos. Un garaje se construyó sobre la entrada principal de las viviendas para proporcionar refugio a los automóviles de las visitas. La casa terminada midió aproximadamente 1100 m² de espacio cerrado.

### La vida en Taliesin
Al mudarse con Borthwick en invierno de 1911, Wright retomó el trabajo en sus proyectos arquitectónicos, pero luchó para conseguir encargos debido a la continua publicidad negativa sobre su aventura con Borthwick -cuyo exmarido, Edwin Cheney, mantuvo la custodia principal de sus dos hijos-. Sin embargo, Wright realizó algunos de sus trabajos más aclamados durante este periodo de tiempo, incluyendo Midway Gardens en Chicago y el Avery Coonley House en Riverside. También se entregó a su afición por coleccionar arte japonés, y rápidamente se convirtió en una autoridad reconocida. Borthwick tradujo cuatro obras de la sueca feminista Ellen Key.

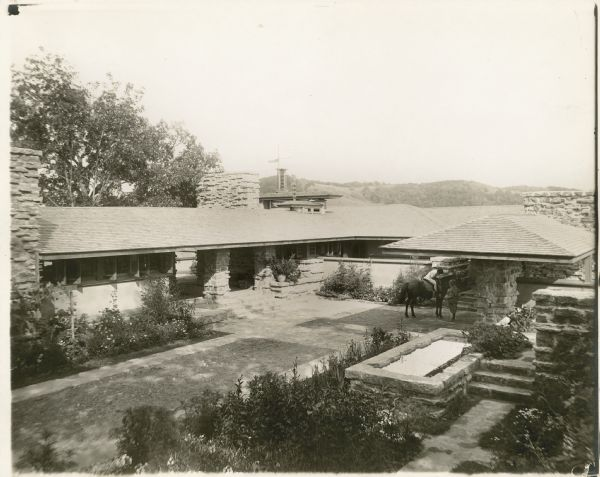
El patio del complejo terminado como se veía desde el círculo de té en el verano de 1912. El estudio está a la izquierda y las viviendas a la derecha; la logia está en el medio.

En su tiempo libre, Wright desarrolló una granja frutícola en la propiedad con más de mil árboles frutales y arbustos que ordenó a Jens Jensen en 1912. No se sabe exactamente cuántos se plantaron, porque parte de la huerta fue destruida durante un ataque ferroviario. Wright solicitó doscientos ochenta y cinco manzanos plantados, incluidos cien de la clase McIntosh, cincuenta de Wealthy, cincuenta de Golden Russet y cincuenta de Fameuse. Entre los arbustos había trescientas grosellas, doscientas moras y doscientas frambuesas.  La propiedad también creció con plantación de perales, espárragos, ruibarbo, y ciruelas. Las plantas de frutas y hortalizas se colocaron a lo largo del contorno de la finca, lo que pudo haberse hecho para imitar las granjas que vio mientras estaba en Italia. Wright también represó un arroyo en la propiedad para crear un lago artificial, que estaba repleto de peces y aves acuáticas. Este jardín acuático , probablemente inspirado en los que vio en Japón, creó una puerta de entrada natural a la propiedad.
En 1912, Wright diseñó lo que él llamó un "círculo de té" en el medio del patio, adyacente a la corona de la colina. Este círculo fue fuertemente inspirado por los círculos del consejo de Jens Jensen, pero también tomó influencia de la arquitectura de paisaje japonesa wabi-sabi. A diferencia de los círculos de Jensen, el círculo de té de piedra caliza de corte áspero era mucho más grande y contaba con una piscina en el centro. El círculo presentaba un banco de piedra curvada flanqueado con jarrones chinos construidos durante la dinastía Ming. Un gran roble permaneció en el centro hasta que fue dañado en una tormenta en 1998. El jardín de té también incluía una gran réplica de yeso de Flower in the Crannied Wall, una estatua diseñada originalmente por Richard Bock para la casa de Susan Lawrence Dana; El poema homónimo está inscrito en su parte posterior.

### Ataque e incendio
Julian Carlton era un hombre de 31 años que vino a trabajar como chef y criado en Taliesin durante el verano. Carlton era un afrocaribeño de ascendencia de las Indias Occidentales, aparentemente de Barbados. John Vogelsong Jr., el proveedor del proyecto Midway Gardens se lo recomendó a Wright. Carlton y su esposa Gertrude habían servido previamente en la casa de los padres de Vogelsong en Chicago. Originariamente una presencia genial en la finca, Carlton se volvió cada vez más paranoico. Se quedaba despierto hasta muy entrada la noche con un cuchillo de carnicero, mirando por la ventana. Este comportamiento fue observado por Wright y Borthwick, quienes publicaron un anuncio en un periódico local para un cocinero de reemplazo. Se le notificó a Carlton que el 15 de agosto de 1914 sería su último día de trabajo.

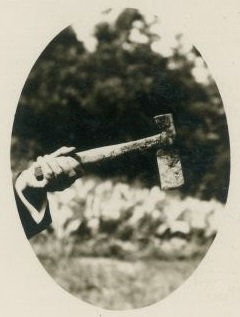
El hacha utilizada en los ataques de Taliesin.

Antes de irse, Carlton conspiró para matar a los residentes de Taliesin. Su objetivo principal era el dibujante Emil Brodelle, quien había llamado a Carlton un «hijo de puta negro» el 12 de agosto por no seguir una orden. Brodelle y Carlton también se involucraron en una pequeña confrontación física dos días después. Planificó el asalto, apuntando a la hora del mediodía, cuando Borthwick, sus hijos y el personal del estudio estarían en lados opuestos de la propiedad esperando el almuerzo. Wright estaba en Chicago, completando Midway Gardens, mientras que Borthwick se quedó en casa con sus dos hijos, John de 11 años y Martha de 9 años.
El 15 de agosto de 1914, Carlton agarró un hacha de mano y comenzó un ataque. Comenzó con los Borthwicks, que esperaban en el porche de la sala de estar. Mamah Borthwick fue asesinada de un único golpe en la cara, y su hijo John fue asesinado mientras estaba sentado en su silla. Martha logró huir, pero fue perseguida y asesinada en el patio. Luego cubrió los cuerpos con gasolina y los encendió, incendiando también la casa.
Carlton luego dirigió su atención a los otros seis residentes, vertiendo gasolina debajo de la puerta del extremo opuesto de la residencia y prendiéndole fuego. El dibujante Herbert Fritz logró abrir una ventana y escapar, aunque se fracturó el brazo en el proceso. Carlton entró al otro comedor y mató a Brodelle. Luego se escondió, esperando que los otros residentes trataran de escapar. Mientras el capataz William Weston y su hijo Ernest de 13 años corrían hacía la puerta, Carlton atacó con el hacha. Los Weston escaparon, pero Ernest murió, a causa de las heridas recibidas, horas más tarde.
Carlton buscó a los dos últimos residentes, el trabajador Thomas Brunker y el jardinero David Lindblom. Brunker y Lindblom lograron luchar contra Carlton y escapar, pero murieron días más tarde a causa de sus quemaduras y lesiones. Con la casa vacía, Carlton corrió al sótano y entró en una cámara de horno a prueba de fuego. Llevaba un pequeño frasco de ácido clorhídrico con él, como un plan alternativo en caso de que el calor del fuego fuera insoportable para él. Carlton intentó suicidarse tragando el ácido, pero no pudo matarse.
Lindblom y Weston alertaron a una granja vecina del ataque. Weston luego regresó al estudio y usó una manguera de jardín para ayudar a extinguir las llamas. Sus esfuerzos salvaron la porción de estudio del edificio y los muchos manuscritos de Wright. Finalmente, llegaron vecinos para ayudar a apagar el fuego y buscar sobrevivientes. El alguacil del condado de Iowa (Wisconsin) John Williams localizó a Carlton y lo arrestó. Carlton fue trasladado a la cárcel del condado en  Dodgeville. Gertrudis fue encontrada en un campo cercano, aparentemente inconsciente de las intenciones de su esposo. Estaba vestida con ropa de viaje, esperando tomar un tren hacia Chicago con Julian para buscar un nuevo trabajo.

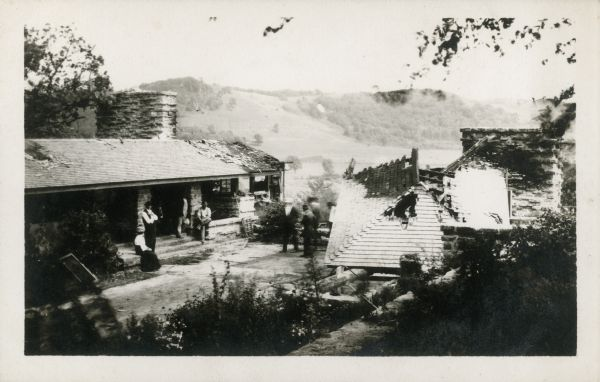
Se cree que el hombre de la izquierda es Frank Lloyd Wright, que analiza el daño después del incendio.

Gertrudis fue puesta en libertad por la policía poco después del incidente. La enviaron a Chicago con $ 7 y nunca más se supo de ella. El ácido clorhídrico que Carlton ingirió no lo mató, pero quemó gravemente su esófago, lo que le dificultó la ingesta de alimentos. Carlton fue acusado formalmente, el 16 de agosto, del asesinato de Mamah Borthwick, la única muerte que fue directamente presenciada por un sobreviviente. Carlton se declaró inocente. Cuarenta y siete días después del incendio, antes de que se escuchara el caso, Carlton murió de hambre en su celda.

### Secuelas
Los cuerpos de los muertos y heridos fueron llevados a Tan-y-Deri, el hogar cercano de la hermana de Wright, Jane Porter. Wright regresó a Taliesin esa noche con su hijo John y Edwin Cheney. Cheney se llevó los restos de sus hijos a Chicago mientras Wright enterró a Mamah Borthwick en los terrenos de la cercana Capilla de la Unidad (la capilla del lado materno de su familia). Con el corazón roto por la pérdida de su amante, Wright no marcó la tumba porque no podía soportar que se le recordara la tragedia. Tampoco realizó un servicio funerario para Borthwick, aunque sí financió y asistió a los servicios para sus empleados. Wright luchó con la pérdida de Borthwick, experimentando síntomas de trastorno de conversión: insomnio, pérdida de peso y ceguera temporal. Después de unos meses de recuperación, ayudado por su hermana Jane Porter, Wright se mudó a un apartamento que alquiló en Chicago. El ataque también tuvo un efecto profundo en los principios de diseño de Wright; el biógrafo Robert Twombly escribe que su período de Prairie School terminó después de la pérdida de Borthwick.

## Taliesin II

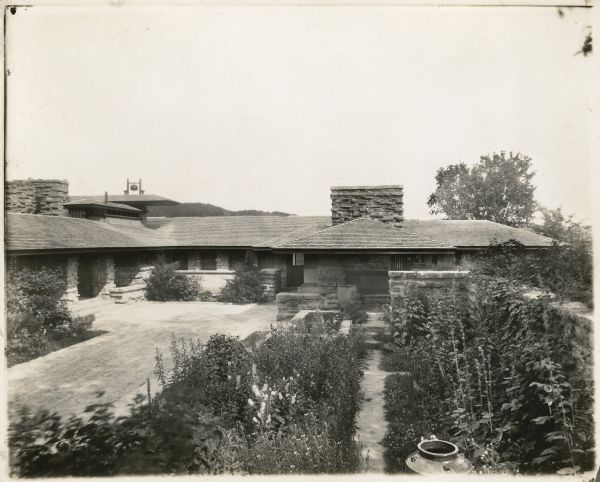
El patio de Taliesin II.

A los pocos meses de su recuperación Wright comenzó a trabajar en la reconstrucción de Taliesin. El nuevo complejo era en su mayoría idéntico al edificio original. La presa fue reconstruida; Wright agregó una plataforma de observación, quizás inspirada en la que diseñó en Baraboo (Wisconsin). Más tarde, construyó un generador hidroeléctrico en un esfuerzo fallido para hacer que Talies fuera completamente autosuficiente. El generador fue construido en el estilo de un templo japonés. En pocos años, partes de la estructura se erosionaron y fue demolido en la década de 1940.
En el nuevo Taliesin, Wright trabajó para reparar su reputación empañada. Obtuvo una comisión para diseñar el Hotel Imperial en Tokio , Japón ; cuando el edificio quedó intacto después del terremoto de 1923 , la reputación de Wright fue restaurada. Aunque más tarde expandió el ala agrícola, Wright pasó poco tiempo en la segunda casa de Taliesin, que a menudo vivía cerca de sus sitios de construcción en el extranjero. En lugar de servir como residencia de tiempo completo, Wright trató a Taliesin como un museo de arte para su colección de obras asiáticas. Wright vivió realmente en Taliesin II a partir de 1922, después de que se completó su trabajo en el Hotel Imperial de Tokio.
En 1914, mientras diseñaba de nuevo la residencia después del primer incendio devastador, Wright recibió una carta compasiva de Miriam Noel, fanática de su arquitectura. Wright intercambió correspondencia con la rica divorciada y se reunió con ella en su oficina de Chicago. Wright se encaprichó rápidamente, y los dos comenzaron una relación. En la primavera de 1915, se completó Taliesin II y Noel se mudó allí con Wright. La primera esposa de Wright, Catherine, finalmente le concedió el divorcio en 1922, lo que significaba que Wright podría casarse con Noel un año después. Aunque Wright admiraba la personalidad errática de Noel al principio, su comportamiento, más tarde identificado como esquizofrenia, la llevó a una vida miserable en Taliesin-  Se casaron en noviembre de 1923, pero Noel abandonó a Wright en la primavera de 1924.
El 20 de abril de 1925, Wright regresó de cenar en el comedor separado cuando notó que salía humo de su habitación. A esa hora de la noche, la mayoría de los empleados habían regresado a casa; solo un chofer y un aprendiz quedaron en el complejo. A diferencia del primer incendio de Taliesin, Wright pudo obtener ayuda de inmediato. Sin embargo, el fuego se extendió rápidamente debido a los fuertes vientos. A pesar de los esfuerzos de Wright y sus vecinos para extinguir la llama, las viviendas de los segundos Taliesin fueron destruidas rápidamente. Sin embargo, las salas de trabajo donde Wright guardaba sus borradores arquitectónicos se salvaron. [62] Según la autobiografía de Wright, el fuego parecía haber comenzado cerca de un teléfono en su habitación. Wright también mencionó una tormenta eléctrica que se acercaba inmediatamente antes de notar el incendio.  Los estudiosos de Wright especulan que la tormenta podría haber provocado una descarga eléctrica a través del sistema telefónico, lo que provocó el incendio.

## Taliesin III

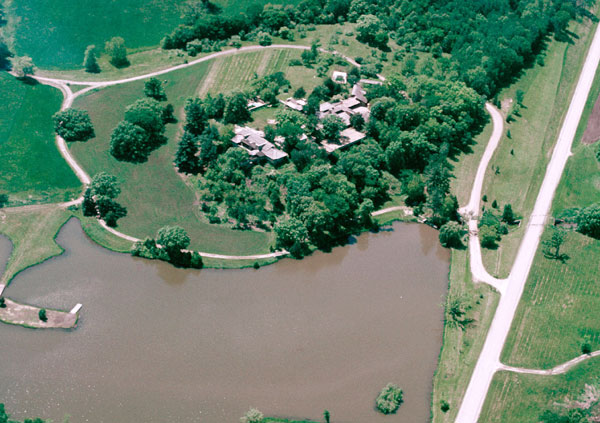
Vista aérea de Taliesin

Wright estaba profundamente endeudado tras la destrucción de Taliesin II. Aparte de las deudas contraídas en la propiedad, su divorcio de Noel obligó a Wright a vender gran parte de su maquinaria agrícola y ganadera. Wright también se vio obligado a vender sus preciadas impresiones japonesas a medio valor para pagar sus deudas. El Banco de Wisconsin ejecutó una hipoteca sobre Taliesin en 1927 y Wright tuvo que trasladarse a La Jolla, California. Poco antes de que el banco comenzara una subasta en la propiedad, el antiguo cliente de Wright, Darwin Martin, concibió un plan para salvar la propiedad. Formó una compañía llamada Frank Lloyd Wright Incorporated para emitir acciones sobre las ganancias futuras de Wright. Muchos de los antiguos clientes y estudiantes de Wright compraron acciones de Wright para recaudar $ 70,000. La compañía realizó una oferta exitosa en Taliesin por $ 40,000, devolviéndola a Wright.

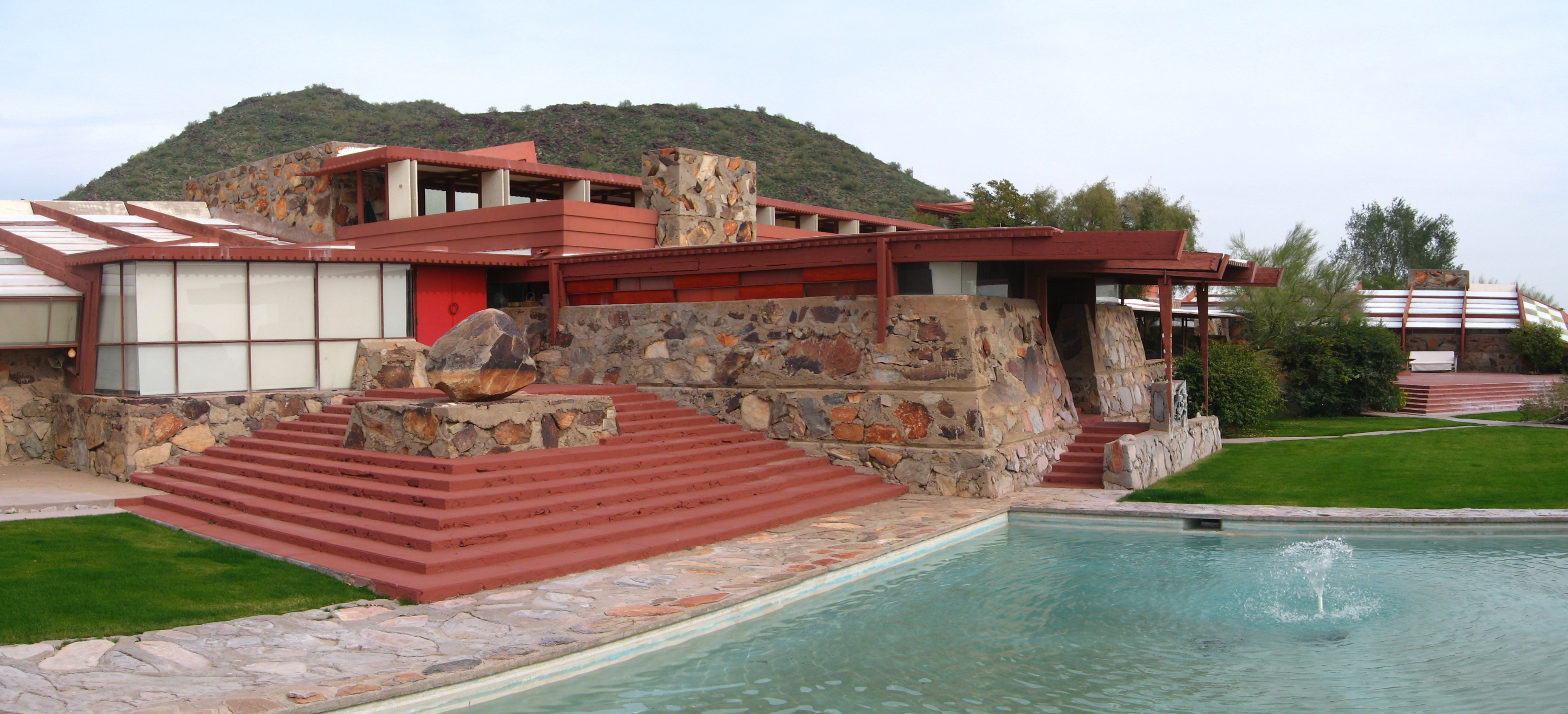
A partir de 1937, Wright pasó el invierno en Taliesin West en Arizona.

Wright regresó a Taliesin en el invierno de 1928 y comenzó a reconstruir el complejo, al que llamó Taliesin III, poco después. La interacción de Wright con Taliesin duró por el resto de su vida y, finalmente, compró el terreno circundante, creando un territorio de 2,4 km². Algunos de los edificios más conocidos de Wright y los diseños más ambiciosos se crearon en Taliesin III. Los trabajos completados durante este período incluyen el Museo Solomon R. Guggenheim, la Primera Casa de Reuniones de la Sociedad Unitaria y Price Tower; diseñó "The Illinois", un edificio de una milla de altura, allí en 1956. En su forma final, el edificio Taliesin III medía 3,400 m². Todos los edificios de Wright en la propiedad se combinan para 7,000 m², poco menos de 0.81 ha, 240 ha de terreno.

### Beca Taliesin
Wright heredó la Hillside Home School cuando se declaró insolvente en 1915. El edificio quedó vacío hasta 1928, cuando Wright concibió la idea de albergar una escuela allí. Realizó una propuesta a la Universidad de Wisconsin que habría creado la Hillside Home School for the Allied Arts; sin embargo, el plan fue abandonado más tarde. En 1932, los Wrights establecieron la beca privada Taliesin, donde cincuenta o sesenta alumnos podían venir a Taliesin para estudiar bajo la tutoría del arquitecto. Los estudiantes lo ayudaron a desarrollar el patrimonio en un momento en que Wright recibió pocos encargos por su trabajo. Una vez que comenzó Taliesin West, una casa de invierno en Scottsdale (Arizona).En 1937, Wright y la comunidad "emigraron" entre las dos casas cada año. Entre los compañeros notables están Paolo Soleri, Shao Fang Sheng, Edgar Tafel y Paul Tuttle.
Wright no consideraba la beca como una escuela formal, sino que la consideraba una institución educativa benévola. También trabajó para asegurar la elegibilidad de G.I. Bill una ley para beneficiar a los veteranos de la Segunda Guerra Mundial. La ciudad de Wyoming, Wisconsin y Wright se vieron envueltos en una disputa legal sobre su reclamación de exención de impuestos. Un juez de primera instancia estuvo de acuerdo con la ciudad, afirmando que, dado que los aprendices hicieron gran parte del trabajo de Wright, no era únicamente una institución benévola. Wright presentó el caso ante la Corte Suprema de Wisconsin. Cuando Wright perdió el caso allí en 1954, amenazó con abandonar la finca. Sin embargo, fue persuadido de quedarse después de que algunos amigos recaudaron $ 800,000 para cubrir los impuestos atrasados en una cena benéfica.

## Preservación
En 1940, Frank Lloyd Wright, su tercera esposa Olgivanna y su yerno William Wesley Peters formaron la Fundación Frank Lloyd Wright. Tras la muerte de Wright el 9 de abril de 1959, la propiedad de la finca Taliesin en Spring Green, así como Taliesin West, pasó a manos de la fundación. La Beca Taliesin continuó utilizando la Escuela Hillside como la Escuela de Arquitectura Frank Lloyd Wright. La fundación permitió visitas a la escuela, pero inicialmente no permitió visitas a la casa ni a los otros terrenos. Cuando el grupo pasó dos veranos en Suiza, comenzaron los rumores de que planeaban vender la casa a S.C. Johnson, un ex cliente de Wright. Sin embargo, la fundación vendió un terreno circundante a un asociado con la compañía, con la intención de desarrollar un complejo turístico. El complejo de 1.200 hectáreas incluía un campo de golf de 18 hoyos, un restaurante y un centro de visitantes.

### Reconocimiento

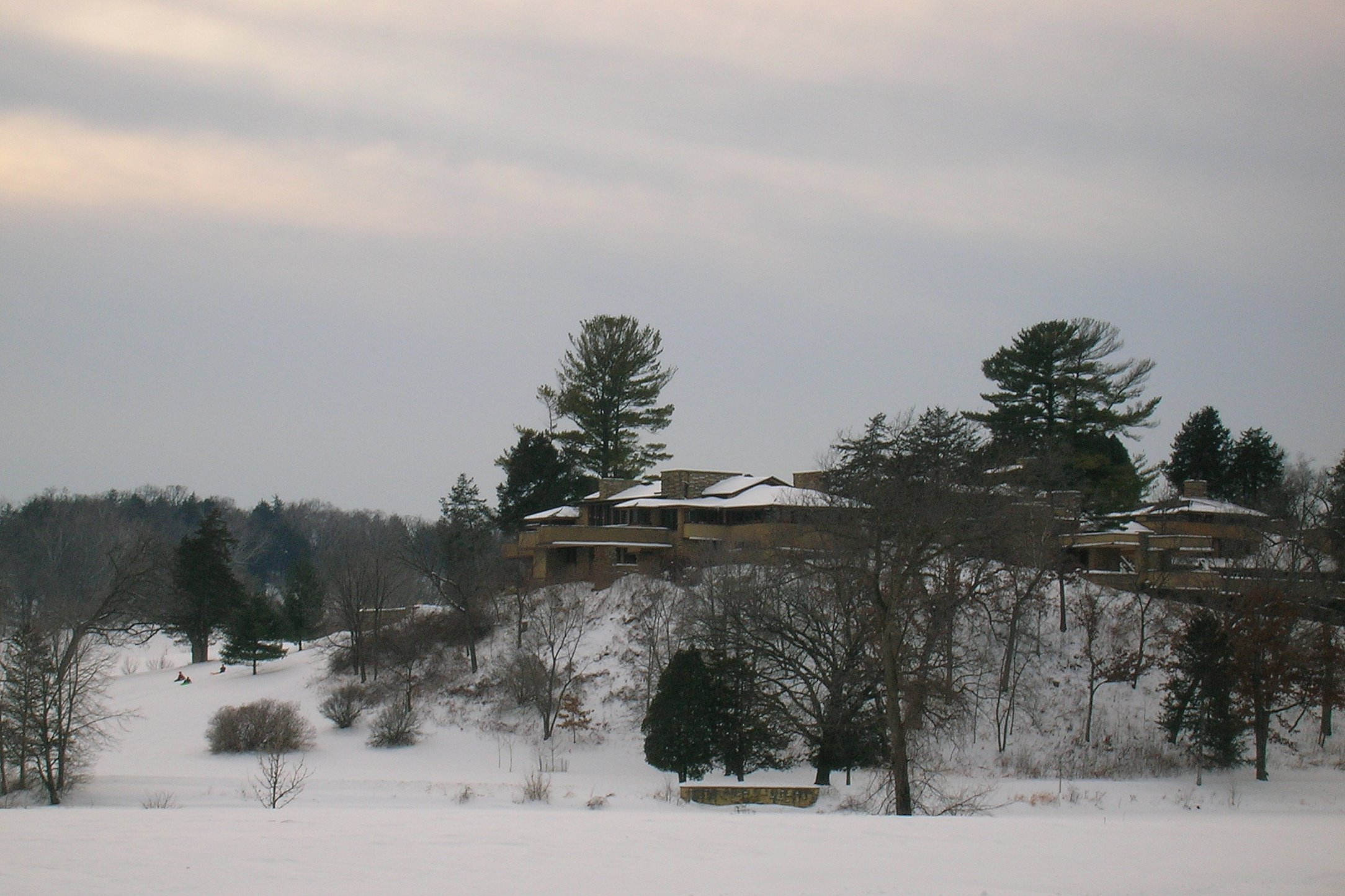
Taliesin en el invierno.

El 7 de enero de 1976, Taliesin fue reconocido como un Distrito de Monumentos Históricos Nacionales (NHL) por el Servicio de Parques Nacionales. Las nueve propiedades que contribuyen en el distrito son el paisaje, Taliesin III, Hillside Home School, Hillside Playhouse, la presa, el Molino Romeo y Julieta, Midway Barn, la piscina y los jardines del patio, y Tan-Y-Deri. Esta designación también enumeró la propiedad en el Registro Nacional de Lugares Históricos. Un Monumento Histórico Nacional es un lugar que se considera que tiene «un valor excepcional para la nación».
A finales de la década de 1980, Taliesin y Taliesin West fueron nominados juntos como Patrimonio de la Humanidad, una designación de la UNESCO para las propiedades con especial importancia a nivel mundial. La nominación fue rechazada porque la organización quería ver una nominación mayor que incluyera más propiedades de Wright. En 2008, el Servicio de Parques Nacionales presentó el estado de Taliesin junto con otras nueve propiedades de Frank Lloyd Wright a una lista de tentativa de Patrimonio Mundial, que según el Servicio de Parques Nacionales es «un primer paso necesario en el proceso de nominación de un sitio en la Lista del Patrimonio Mundial».

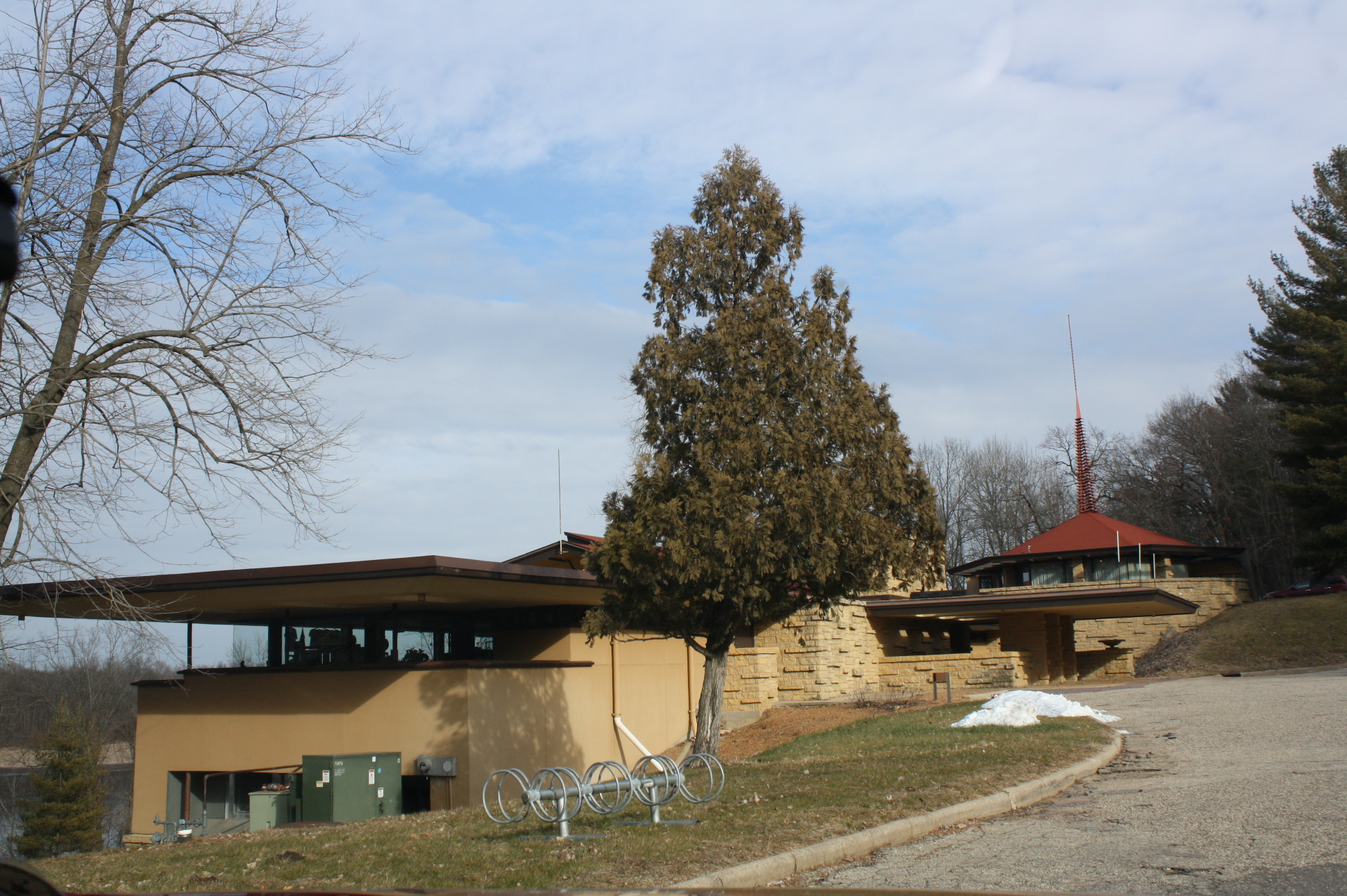
Restaurante Wright's Riverview Terrace (1953), utilizado como centro de visitantes por TPI desde 1993.

En 1987, el Servicio de Parques Nacionales evaluó los 1.811 NHL en todo el país en busca de integridad histórica y amenaza de daños. Taliesin fue declarada una NHL «Prioridad 1», un lugar que está «seriamente dañado o inminente de estarlo». Además, el lugar fue catalogado por el National Trust for Historic Preservation como uno de los lugares más amenazados de América en 1994, citando sus «daños por agua, erosión, asentamiento de fundamentos y deterioro de la madera». Taliesin Preservation, Inc. (TPI), es una organización sin fines de lucro, que se estableció en 1991 para restaurar Taliesin.

### Rehabilitación
El 18 de junio de 1998, una gran tormenta dañó la finca. Las fuertes lluvias causaron que el sistema de drenaje fallara y una cascada de agua surgió sobre el muro de contención. Esto causó un flujo de alud, dañando los cimientos de la finca. Además, el gran roble en el centro del patio se cayó encima de la casa. Al año siguiente, otra tormenta colapsó un túnel debajo del ala del estudio. Una subvención de 1999 de Save America's Treasures ayudó a sufragar los costos para volver a cubrir Taliesin III, estabilizar sus cimientos y conectarlo a una estación depuradora de aguas residuales.
Más de 11 millones $ se han gastado en la rehabilitación de Taliesin desde 1998. Desafortunadamente, su conservación está «cargada de dificultades épicas», porque Wright nunca pensó en ello como una serie de edificios con un futuro a largo plazo. Fue construido por estudiantes inexpertos, sin cimientos sólidos. Financiar renovaciones ha sido un desafío porque los ingresos de la visita de Taliesin han sido más bajos que lo esperado.
TPI ofrece tours desde el 1 de mayo hasta el 31 de octubre. En abril y noviembre, la asociación ofrece un único servicio de traslado al exterior y una caminata. Debido a que la Fundación Frank Lloyd Wright es propietaria de los terrenos, es inaccesible fuera de los límites de un recorrido. Aproximadamente 25,000 personas visitan Talies cada año.

### Evaluación
Historiador de la arquitectura James F. O'Gorman compara Taliesin con Monticello la residencia de Thomas Jefferson, que calificó de «no un simple edificio, sino todo un entorno en el que el hombre, la arquitectura y la naturaleza forman un todo armónico». Continúa diciendo que el edificio es una expresión de la influencia del romanticismo en la arquitectura.  William Barillas, en un ensayo del movimiento de Prairie School, está de acuerdo con la evaluación de O'Gorman y llama a Taliesin «la mejor casa de la Prairie School».
En Taliesin 1911–1914, en una colección de bocetos sobre la primera casa, los autores y el editor concluyen que Taliesin era «el autorretrato arquitectónico de Wright». En una publicación de 2009 para la Sociedad Thoreau, Naomi Uechi señala similitudes temáticas entre la arquitectura de Taliesin y el concepto de simplicidad defendida por el filósofo Henry David Thoreau. Neil Levine destacó la naturaleza abstracta del complejo, comparándolo con las obras de Pablo Picasso.